# The Meaning of Life
„The Meaning of Life“ je píseň americké punk rockové skupiny The Offspring. Píseň v albu Ixnay on the Hombre z roku 1997 pořadím druhá, byla vydána jako třetí. Tento singl se objevil v #90 australského ARIA Charts během srpna 1997.

## Seznam skladeb

### CD singly
1. „The Meaning of Life“ - 2:55
2. „I Got a Right“ (The Stooges cover) - 2:19
3. „Smash It Up“ (The Damned cover) - 3:23

### Promo CD
1. „The Meaning of Life“ - 2:56

## Hudební video
K singlu byl natočen videoklip. Režíroval ho Kevin Kerslake a byl vydán v roce 1997. Ve videu je zachycen vysokorychlostní závod na invalidním vozíku v poušti. Záběry ze závodu byly proloženy záběry zpěváka Dextera Hollanda, který visí hlavou dolů na stromě s opicí malpy.

### DVD
Videoklip se objevil na DVD Complete Music Video Collection, vydaném v roce 2005.